# Virginia Slims of Newport 1974
Virginia Slims of Newport 1974 — жіночий тенісний турнір, що проходив на відкритих кортах з трав'яним покриттям Newport Casino в Ньюпорті (США) в рамках Світової чемпіонської серії Вірджинії Слімс 1974. Турнір відбувся вчетверте і тривав з 22 серпня до 26 серпня 1974 року. Перша сіяна Кріс Еверт здобула титул в одиночному розряді й заробила 4,5 тис. доларів.

## Фінальна частина

### Одиночний розряд
Кріс Еверт —  Бетсі Нагелсен 6–4, 6–3

### Парний розряд
Леслі Чарлз /  С'ю Меппін —  Жель Шанфро /  Джулі Гелдман 6–2, 7–5